# 安德烈·瓦利尼
安德烈·瓦利尼（法語：André Vallini；1956年7月15日—）是一名法国政治人物，现任法国参议院议员，“友台小组”副主席。

## 生平
1956年7月15日，安德烈·瓦利尼出生在伊泽尔省蒂兰。祖父是意大利移民，父亲是一名实业家。他高中在伊泽尔的埃杜亚德·赫里奥特·德沃伊隆高中就读，之后考入格勒诺布尔政治研究所法学院，成为一名训练有素的律师，但是很快就离开了律师事务所，1986年当选图林斯市市长。2001年3月当选伊斯雷总理事会主席。
2002年，安德烈·瓦利尼成为莱昂内尔·乔斯平的发言人，2003年成为社会党国家机构和司法秘书。
2008年，安德烈·瓦利尼和米歇尔·萨宾是两位即将离任的社会党国家机构和司法秘书之一，社会党新任第一书记马丁娜·奥布里再次任命他出任该职务。
2017年，安德烈·瓦利尼出任欧洲理事会议员大会议员。他是社会党、民主党和绿党团体的成员，在法律事务和人权委员会以及欧洲人权法院判决执行小组委员会任职。
2021年10月6日，安德烈·瓦利尼偕同阿兰·李察、马克斯·布里森、奥利维尔·卡迪奇对中華民國进行为期三天的国事访问。

## 人权事业
安德烈·瓦利尼年轻时许诺在18岁时加入国际特赦组织。他后来加入了国际人权协会，后来又加入了国际人权联盟。1997年，安德烈·瓦利尼当选国会议员，并且在国民议会法律委员会任职，直到2011年当选参议院议员。作为一名议员，安德烈·瓦利尼是社会主义团体关于公民自由和司法文本（无罪推定、最高司法委员会改革等）的辩论以及在凡尔赛举行的关于宪法审查的国会会议上的发言者。1998年，安德烈·瓦利尼出任《大法官和检察官报告法》的报告员。2000年，安德烈·瓦利尼加入了议会监狱调查委员会。1997年至2002年期间，安德烈·瓦利尼任“法国—美国议会友谊小组”主席，参加了“共同反对死刑”运动。2000年，安德烈·瓦利尼陪同国民议会议长雷蒙德·福尼访问了宾夕法尼亚州一所监狱的死囚室。2007年至2011年间，安德烈·瓦利尼任“法国—巴基斯坦议会友谊小组”主席。2002年法国总统竞选中，安德烈·瓦利尼是莱昂内尔·若斯平关于司法和政府机构的发言人。2011年秋季，安德烈·瓦利尼加入了弗朗索瓦·奥朗德的总统选举竞选团队，负责司法、政府机构、公共自由和世俗主义。